# Liste der Wahlbezirke im Königreich Böhmen
Diese Liste der Wahlbezirke im Königreich Böhmen listet alle Wahlbezirke im Kronland Böhmen für die Wahlen des Österreichischen Abgeordnetenhauses auf. Die Wahlbezirke bestanden zwischen 1907 und 1918.

## Geschichte
Nachdem der Reichsrat im Herbst 1906 das allgemeine, gleiche, geheime und direkte Männerwahlrecht beschlossen hatte, wurde mit 26. Jänner 1907 die große Wahlrechtsreform durch Sanktionierung von Kaiser Franz Joseph I. gültig. Mit der neuen Reichsratswahlordnung schuf man insgesamt 480 Wahlbezirke mit in der Regel je einem zu wählenden Abgeordneten, der durch Direktwahl mit allfälliger Stichwahl bestimmt wurde. In Böhmen hatten vor der Abschaffung des Klassenwahlrechts 110 Wahlkreise bestanden, wobei die Städte 32 Abgeordnete, die Landgemeinden 30, die Großgrundbesitzer 23, die Allgemeine Wählerklasse 18 und die Handels- und Gewerbekammern 7 Abgeordnete entsandten. Mit der Einführung des allgemeinen Männerwahlrechts wurden in Böhmen 130 Wahlbezirke geschaffen, wobei die Tschechen in den Wahlbezirken 1 bis 75 und die Deutschen in den Wahlbezirken 76 bis 130 die Mehrheit stellten. Neben den 45 Städtewahlkreisen, in denen die Wahlberechtigten einer Reihe von Städten, Märkten und Gemeinden zusammengefasst wurden, existierten 85 Landgemeindewahlkreise, die wiederum aus einer gewissen Anzahl von Gerichtsbezirken ohne die Gemeinden der Städtewahlkreise bestanden.

## Wahlbezirke
Die Tabelle enthält im Einzelnen folgende Informationen:
| Nr.:           | Nummer des Wahlkreises mit Link zum Wahlbezirksartikel |
| Wahlbezirktyp: | Angabe, ob es sich um einen Städtewahlkreis oder Landgemeindenwahlkreis handelt |
| Region:        | Die Wahlbezirke 1 bis 33 enthalten die angegebenen Stadtteile oder Städte bzw. Städte, Märkte und Gemeinden. Die Wahlbezirke 34 bis 75 beinhalten die angegebenen Gerichtsbezirke ohne die Ortsgemeinden der Wahlbezirke 9 bzw. 12 bis 33 und 102 sowie ohne die zusätzlich angegebenen Ortsgemeinden. Die Wahlbezirke 76 bis 96 beinhalten die angegebenen Städte und Gemeinden, die Wahlbezirke 97 bis 102 die angebenden Gerichtsbezirke und Städte, die Wahlbezirke ab 103 die angegebenen Gerichtsbezirke ohne die Gemeinden der Wahlbezirke 31, 76 bis 96 und 102 sowie ohne die weiteren erwähnte Gemeinden. |
| WB:            | Anzahl der Wahlberechtigten bei der Reichsratswahl 1911 |
| Partei 1907:   | Parteizugehörigkeit des Abgeordneten des Wahlbezirks bezogen auf die Reichsratswahl 1907 |
| Partei 1911:   | Parteizugehörigkeit des Abgeordneten des Wahlbezirks bezogen auf die Reichsratswahl 1911 ADV=Alldeutsche Vereinigung, AT=Alttschechen, ČSA=Tschechoslowakische Agrarpartei, CSP=Christlichsoziale Partei, ČSNS=Tschechische national-soziale Partei, ČSSD= Tschechische Sozialdemokratische Partei, CSSP=Tschechische staatsrechtlich-fortschrittliche Partei, AP=Deutsche Agrarpartei, DRP= Deutschradikale Partei, DFP=Deutsche Fortschrittspartei, DVP=Deutsche Volkspartei, FS=Freier Sozialist, JT=Jungtschechen, SČA=Selbständige Tschechische Agrarier, SDAP=Sozialdemokratische Arbeiterpartei, TKP=Tschechisch Klerikale Partei, TKA=Tschechisch Klerikaler Agrarier, TFVP=Tschechisch Fortschrittliche Volkspartei. |

| Nr. | Wahlbezirktyp          | Region | WB    | Partei 1907   | Partei 1911 |
| --- | ---------------------- | --- | ----- | ------------- | ----------- |
| 1   | Stadtwahlkreis         | Prag, I. Gemeindebezirk (Altstadt) | 7481  | ČSNS          | ČSNS        |
| 2   | Stadtwahlkreis         | Prag, Teile des II. Gemeindebezirks (Neustadt) | 4194  | JT            | JT          |
| 3   | Stadtwahlkreis         | Prag, Teile des II. Gemeindebezirks (Neustadt) | 6665  | AT            | JT          |
| 4   | Stadtwahlkreis         | Prag, Teile des II. Gemeindebezirks (Neustadt) sowie der VI. Gemeindebezirk (Wyschehrad) | 6452  | JT            | ČSNS        |
| 5   | Stadtwahlkreis         | Prag, III. und IV. Gemeindebezirk (Kleinseite und Hradschin) | 5149  | JT            | JT          |
| 6   | Stadtwahlkreis         | Prag, VII. Gemeindebezirk (Holleschowitz-Bubna) | 8999  | ČSSD          | ČSNS        |
| 7   | Stadtwahlkreis         | Prag, V. und VIII. Gemeindebezirk (Josefstadt und Altlieben) | 6360  | ČSSD          | ČSSD        |
| 8   | Stadtwahlkreis         | Smichov (nordöstlicher Teil) | 6769  | AT            | AT          |
| 9   | Stadtwahlkreis         | Smichov (übriger Teil) sowie die Gemeinden Koschiř, Großbřewnow, Střesowitz, Dejwitz, Bubentsch, Hlubočep, Wysočan, Podol, Pranik | 17216 | ČSSD          | ČSSD        |
| 10  | Stadtwahlkreis         | Königliche Weinberge (Teile) | 7937  | ČSNS          | ČSNS        |
| 11  | Stadtwahlkreis         | Königliche Weinberge (Teile) | 8632  | JT            | ČSNS        |
| 12  | Stadtwahlkreis         | Žižkov (Teile) | 9959  | ČSSD          | ČSSD        |
| 13  | Stadtwahlkreis         | Žižkov (Teile) | 7817  | ČSNS          | ČSNS        |
| 14  | Stadtwahlkreis         | Pilsen (I. bis III. Gemeindebezirk) | 9709  | JT            | JT          |
| 15  | Stadtwahlkreis         | Pilsen (IV. bis V. Gemeindebezirk) | 8934  | ČSNS          | ČSNS        |
| 16  | Stadtwahlkreis         | Karolinenthal | 5224  | JT            | JT          |
| 17  | Stadtwahlkreis         | Nusle, Wrschowitz, Michle, Krč | 13524 | ČSSD          | ČSNS        |
| 18  | Stadtwahlkreis         | Budweis | 8654  | JT            | ČSSP        |
| 19  | Stadtwahlkreis         | Kladno, Buštěhrad, Kročehlaw, Unhošt, Rakonitz, Beraun | 11878 | ČSSD          | ČSSD        |
| 20  | Stadtwahlkreis         | Laun, Neustraschitz, Raudnitz, Libochowitz, Melnik, Schlan, Libuschin, Welwarn, Kralup an der Moldau | 11707 | JT            | JT          |
| 21  | Stadtwahlkreis         | Jungbunzlau, Kosmanos, Dobrowitz, Neubenatek, Lissa an der Elbe, Mscheno, Weißwasser, Münchengrätz, Bakow, Turnau, Eisenbrod, Semil | 11791 | JT            | JT          |
| 22  | Stadtwahlkreis         | Jičín, Neupaka, Starkenbach, Lomnitz an der Popelka, Hořitz, Neubydžow, Sobotka, Unterbautzen, Kopidlno | 9828  | JT            | JT          |
| 23  | Stadtwahlkreis         | Königinhof an der Elbe, Eipel, Politz, Jaroměř, Josefstadt, Nachod, Rothkosteletz, Hronow | 11345 | ČSNS          | ČSNS        |
| 24  | Stadtwahlkreis         | Königgrätz, Hohenbruck, Opočno, Dobruska, Reichenau an der Kněžna, Wamberg, Adlerkosteletz, Tinischt, Nechanitz, Neustadt an der Mettau, Böhmisch Skalitz, Holitz | 10169 | TFP (Realist) | JT          |
| 25  | Stadtwahlkreis         | Pardubitz, Sezemitz, Poděbrad, Sadska, Petschek, Přelauč, Chlumetz, Königstadtl, Nimburg, Daschitz | 12313 | JT            | JT          |
| 26  | Stadtwahlkreis         | Hohenmauth, Chotzen, Wildenschwert, Böhmisch Trübau, Leitomischl, Senftenberg, Polička, Skutsch | 10021 | ČSNS          | ČSNS        |
| 27  | Stadtwahlkreis         | Kuttenberg, Chrudim, Heřmanměstetz, Chrast, Caslau, Žleb, Goltschjenikau | 9705  | JT            | JT          |
| 28  | Stadtwahlkreis         | Kolin, Elbeteinitz, Kaurim, Zasmuk, Brandeis an der Elbe, Altbunzlau, Elbekosteletz, Celakowitz, Böhmisch Brod, Schwarzkosteletz, Říčan, Eule | 10739 | JT            | ČSNS        |
| 29  | Stadtwahlkreis         | Tabor, Soběslau, Beneschau, Wotitz, Neuhaus, Wittingau, Kamenitz an der Linde, Bechin, Lischau, Schweinitz, Selčan | 10845 | ČSNS          | JT          |
| 30  | Stadtwahlkreis         | Pisek, Horaždowitz, Wolin, Moldauthein, Mühlhausen, Netolitz, Frauenberg, Wodňan, Protivin, Barau, Strakonitz, Neustrakonitz | 10667 | ČSNS          | TFVP        |
| 31  | Stadtwahlkreis         | Klattau, Taus, Neugedein, Schüttenhofen, Prěstitz, Nepomuk, Stachau, Stankau Dorf, Altpilsenetz, Nürschan, Großzdikau | 10397 | ČSNS          | JT          |
| 32  | Stadtwahlkreis         | Přibram, Birkenberg, Hořowitz, Hostomitz, Rokitzan, Radnitz, Březnitz, Rožmital, Dobřis, Blatna | 9496  | ČSSD          | ČSNS        |
| 33  | Stadtwahlkreis         | Deutschbrod, Polna, Humpoletz, Chotěboř, Přibyslau, Pilgram, Patzau, Počatek, Wlašim, Ledeč, Hlinsko, Trhowkamenitz | 10527 | JT            | JT          |
| 34  | Landgemeindenwahlkreis | Gerichtsbezirk Laun ohne Rannay, die Gerichtsbezirke Libochowitz, Neustraschitz sowie die Gemeinde Imling (Gerichtsbezirk Postelberg) | 15772 | ČSA           | ČSA         |
| 35  | Landgemeindenwahlkreis | Gerichtsbezirke Schlan, Kladno | 13027 | ČSSD          | ČSSD        |
| 36  | Landgemeindenwahlkreis | Gerichtsbezirke Raudnitz, Welwarn, sowie die Gemeinden Bauschowitz, Böhmisch Kopist, Brnian, Deutsch Kopist, Drabschitz, Hrdly, Keblitz, Podčapel (Gerichtsbezirk Leitmeritz), Chodolitz, Chrastian, Jetschan, Opolan, Schöppenthal, Semtsch, Starrey, Trebnitz, Třiblitz, Tržemschitz, Wrbitschan (Gerichtsbezirk Lobositz) | 12682 | ČSSD          | ČSSD        |
| 37  | Landgemeindenwahlkreis | Gerichtsbezirke Melnik, Jungbunzlau | 13362 | ČSA           | ČSA         |
| 38  | Landgemeindenwahlkreis | Gerichtsbezirke Münchengrätz, Böhmisch Aicha, Turnau (ohne Bösching), Weißwasser (ohne Jesowei, Kleinbösig, Neudorf, Niedergruppai, Niederrokitai, Rosadl, Oberrokitai, Wiska) sowie die Gemeinde Zetten (Gerichtsbezirk Niemes) | 14382 | ČSA           | ČSA         |
| 39  | Landgemeindenwahlkreis | Gerichtsbezirke Semil, Eisenbrod, Hochstadt, Starkenbach (ohne Huttendorf) | 16319 | ČSNS          | ČSNS        |
| 40  | Landgemeindenwahlkreis | Gerichtsbezirke Jičín, Sobotka, Libaň | 11980 | ČSA           | ČSA         |
| 41  | Landgemeindenwahlkreis | Gerichtsbezirke Hořitz, Neupaka (ohne Großborowitz, Stikau, Stupna, Widach), Lomnitz an der Popelka | 13705 | ČSA           | ČSA         |
| 42  | Landgemeindenwahlkreis | Gerichtsbezirke Jaroměř (ohne Grabschütz, Heřmanitz, Kleinbock, Littitsch, Prode, Salnai, Schlotten, Westetz), Böhmisch Skalitz, Eipel, Politz sowie die Gemeinden Daubrawitz, Lipnitz, Nowoles, Weißtřemeschna, Werdek (Gerichtsbezirk Königinhof an der Elbe) | 12942 | Parteilos     | ČSA         |
| 43  | Landgemeindenwahlkreis | Gerichtsbezirke Nachod, Neustadt an der Mettau (ohne Deschney, Gießhübel, Plaßnitz, Polom, Sattel, Trschkadorf), Opočno (ohne Lom) | 12865 | TKP           | ČSA         |
| 44  | Landgemeindenwahlkreis | Gerichtsbezirke Adlerkosteletz, Reichenau an der Kněžna, Senftenberg | 13300 | ČSA           | ČSA         |
| 45  | Landgemeindenwahlkreis | Gerichtsbezirke Königgrätz, Rechanitz, Chlumetz | 16783 | ČSA           | ČSA         |
| 46  | Landgemeindenwahlkreis | Gerichtsbezirke Poděbrad, Königstadtl, Neubydžow | 13205 | ČSA           | ČSA         |
| 47  | Landgemeindenwahlkreis | Gerichtsbezirke Neubenatek, Brandeis an der Elbe, Nimburg | 14082 | ČSA           | SČA         |
| 48  | Landgemeindenwahlkreis | Gerichtsbezirke Böhmisch Brod, Karolinenthal, Zižkow, Nusle, Wrschowitz | 16274 | ČSSD          | ČSSD        |
| 49  | Landgemeindenwahlkreis | Gerichtsbezirke Smichow, Königsaal | 14111 | ČSSD          | ČSSD        |
| 50  | Landgemeindenwahlkreis | Gerichtsbezirke Beraun, Unhošt, Dobřiš | 15690 | ČSSD          | ČSSD        |
| 51  | Landgemeindenwahlkreis | Gerichtsbezirke Rakonitz (ohne Wetzlau, Swojetin), Pürglitz, Kralowitz, sowie die Gemeinden Aujezdl, Böhmisch Doubrawitz, Böhmisch Neustadtl, Brdo, Budsch, Draschen, Foßlau, Hodowies, Hubenow, Kaznau, Kraschowitz, Kraschtiowitz, Křečowa, Ladměřitz, Lippen, Littau, Lomicka, Losa, Manetin, Mrtnik, Oberběla, Planes, Rybnitz, Stichowitz, Stradischt, Trnowa, Wražno (alle Gerichtsbezirk Manetin) | 15594 | ČSSD          | ČSA         |
| 52  | Landgemeindenwahlkreis | Gerichtsbezirke Pilsen (ohne Littitz), Blowitz | 14746 | ČSSD          | ČSSD        |
| 53  | Landgemeindenwahlkreis | Gerichtsbezirke Rokitzan, Zbirow, Březnitz | 14766 | ČSSD          | ČSSD        |
| 54  | Landgemeindenwahlkreis | Gerichtsbezirke Přibram, Hořowitz | 12234 | ČSSD          | ČSSD        |
| 55  | Landgemeindenwahlkreis | Gerichtsbezirke Selčan, Sedletz, Wotitz, Neweklau | 14097 | ČSA           | SČA         |
| 56  | Landgemeindenwahlkreis | Gerichtsbezirke Beneschau, Eule, Říčan | 13272 | ČSA           | ČSA         |
| 57  | Landgemeindenwahlkreis | Gerichtsbezirke Kolin, Kauřim, Schwarzkosteletz | 13241 | ČSA           | ČSA         |
| 58  | Landgemeindenwahlkreis | Gerichtsbezirke Kuttenberg, Kohljanowitz | 10353 | TKP           | ČSA         |
| 59  | Landgemeindenwahlkreis | Gerichtsbezirke Pardubitz, Holitz, Přelauč | 14123 | ČSA           | ČSA         |
| 60  | Landgemeindenwahlkreis | Gerichtsbezirke Chrudim, Časlau | 14515 | TKP           | ČSSD        |
| 61  | Landgemeindenwahlkreis | Gerichtsbezirke Leitomischl (ohne Abtsdorf, Blumenau, Dittersdorf, Hopfdorf, Jansdorf, Karlsbrunn, Ketzelsdorf, Lauterbach, Rikl, Schirmdorf, Strokele, Überdörfel), Wildenschwert (ohne Dreihöf, Hertersdorf, Hilbetten, Knappendorf, Mittellichwe, Niedelichwe, Oberlichwe, Seibersdorf, Tschernowier), Polička (ohne Böhmisch Rothmühl, Böhmisch Wiesen, Bohnau, Deutsch Bielau, Dittersbach, Laubendorf, Neubiela, Riegersdorf, Schönbrunn) sowie die Gemeinden Böhmisch Rothwasserm Herobitz, Koburg, Nepomuk, Niederhermanitz, Oberhermanitz, Petersdorf, Waltersdorf, Weipersdorf (Gerichtsbezirk Landskron)                                                                | 15544 | TKP           | ČSA         |
| 62  | Landgemeindenwahlkreis | Gerichtsbezirke Hohenmauth, Skutsch, Nassaberg | 14277 | ČSA           | ČSA         |
| 63  | Landgemeindenwahlkreis | Gerichtsbezirke Chotěboř, Habern, Hlinsko, Přibyslau, Polna | 16116 | TKP           | ČSSD        |
| 64  | Landgemeindenwahlkreis | Gerichtsbezirke Deutschbrod (ohne Frauenthal, Friedenau, Hochtann, Jlemnik, Langendorf, Pattersdorf), Humpoletz, Ledeč | 12300 | ČSA           | ČSA         |
| 65  | Landgemeindenwahlkreis | Gerichtsbezirke Unterkralowitz, Wlašim | 10672 | TKP           | ČSA         |
| 66  | Landgemeindenwahlkreis | Gerichtsbezirke Tabor, Jungwoschitz, Soběslau | 13676 | ČSA           | ČSA         |
| 67  | Landgemeindenwahlkreis | Gerichtsbezirke Pisek, Mirowitz, Wodňan | 11674 | ČSA           | ČSA         |
| 68  | Landgemeindenwahlkreis | Gerichtsbezirke Horaždowitz, Blatna, Schüttenhofen (ohne Albrechtsried, Langendorf, Swina) sowie die Gemeinden Damitsch, Maleč, Rezditz, Ostruzno, Pohorsko, Schimanau, Soběschitz, Straschin (alle Gerichtsbezirk Bergreichenstein) | 13435 | ČSA           | ČSA         |
| 69  | Landgemeindenwahlkreis | Gerichtsbezirke Klattau (ohne Gesen, Birkau), Nepomuk, Planitz | 13311 | ČSA           | ČSSP        |
| 70  | Landgemeindenwahlkreis | Gerichtsbezirke Přestitz, Taus (ohne Haselbach, Prennet, Tannawa, Vollmau, Wassersuppen), Neugedein (ohne Braunbusch, Donau, Hirschau, Kaltenbrunn, Marberg, Neumarkt, Schneiderhof, Viertl), sowie die Gemeinden Chotimiř, Elstin, Franowa, Kamenzen, Křenowa, Kwitschowitz, Lohowa, Lohowtschitz, Malonitz, Motscherad, Podiefuß, Putzlitz, Schekarschen, Stankau Markt, Tschirm, Wostratschin (alle Gerichtsbezirk Bischofteinitz) | 13659 | ČSSD          | ČSA         |
| 71  | Landgemeindenwahlkreis | Gerichtsbezirke Strakonitz, Wolin sowie die Gemeinden Altprachatitz, Auřitz, Bělč, Budkau, Chumen, Dwur, Husinetz, Jelemka, Lažitz, Lhota Chocholata, Lipowitz, Mičowitz, Nebahau, Pietschnau, Schwihau, Teschowitz, Unterkozli, Wällischbirken, Wosek, Zabrdy, Zarowna (alle Gerichtsbezirk Prachatitz) bzw. Bohumilitz, Boschitz, Busk, Ckyn, Dolan, Huschitz, Kleinzdikau, Sct. Mara, Radschau, Wischkowitz, Wonschowitz (alle Gerichtsbezirk Winterberg) | 13019 | ČSA           | ČSA         |
| 72  | Landgemeindenwahlkreis | Gerichtsbezirke Mühlhausen, Frauenberg, Moldauthein, Bechin, Netolitz (ohne Bowitz, Kollowitz, Obergroschum) | 15144 | ČSA           | ČSA         |
| 73  | Landgemeindenwahlkreis | Gerichtsbezirke Weseli an der Luznitz, Lomnitz, Počatek, Wittingau sowie die Gemeinde Altplatz, Bořetin, Deutsch Woleschna, Drösowitz, Großbernharz, Hatzken, Hosterschlagles, Jareschau, Kirchenradaun, Kleinbernharz, Königseck, Lasenitz, Leschtin, Lowětin, Mischek, Mostečna, Niederschlagles, Pistin, Platz, Poliken, Poschen, Pribraz, Roseč, Rothwurst, Scheibenradaun, Steinmoliken, Stutten, Temerschlag, Tremles, Untergrieschau, Widern, Wltschitz, Zahradka, Zdar' Pluhowy (alle Gerichtsbezirk Neuhaus) | 15966 | ČSA           | ČSA         |
| 74  | Landgemeindenwahlkreis | Gerichtsbezirke Pilgram, Kamenitz an der Linde, Patzau | 13011 | TKP           | ČSA         |
| 75  | Landgemeindenwahlkreis | Gerichtsbezirke Budweis (ohne Roschowitz, Sabor, Böhmisch Fellern, Brod, Dubiken, Gauendorf, Hackelhöf, Hodowitz, Hummeln, Leitnowitz, Gutwasser, Ruden, Rudolfsstadt, Strodenitz), Lischau, Schweinitz (ohne Haid, Neudorf), sowie Gemeinden Berlau, Neudorf (alle Gerichtsbezirk Kalsching), Dluhe, Großporeschin, Oemau (alle Gerichtsbezirk Kaplitz), Chlum, Goldenkron, Holubau, Krassau, Krems, Mirkowitz, Mitterzwinzen, Mojnej, Mritsch, Netrobitz, Opalitz, Prisnitz, Roisching, Rojau, Subschitz, Unterbreitenstein, Welleschin (alle Gerichtsbezirk Krumau), Julienhain (Gerichtsbezirk Gratzen)                                                                        | 12104 | TKA           | ČSA         |
| 76  | Stadtwahlkreis         | Reichenberg | 7394  | DVP           | DVP         |
| 77  | Stadtwahlkreis         | Gablonz, Wiesenthal an der Neiße, Tannwald, Morchenstern | 9913  | SDAP          | DRP         |
| 78  | Stadtwahlkreis         | Böhmisch Leipa, Niemes, Deutsch Gabel, Zwickau, Haida, Blottendorf, Dauba, Hirschberg | 7646  | DRP           | DRP         |
| 79  | Stadtwahlkreis         | Tetschen, Bodenbach, Böhmisch Kamnitz, Steinschönau, Bensen | 8090  | SDAP          | DRP         |
| 80  | Stadtwahlkreis         | Leitmeritz, Theresienstadt, Lobositz, Auscha, Wegstädtl | 5233  | DFP           | DRP         |
| 81  | Stadtwahlkreis         | Aussig | 8218  | SDAP          | DNP         |
| 82  | Stadtwahlkreis         | Teplitz-Schönau | 5375  | DFP           | DFP         |
| 83  | Stadtwahlkreis         | Dux, Klostergrab, Bilin, Karbitz, Mariaschein, Türmitz | 8622  | SDAP          | DAP         |
| 84  | Stadtwahlkreis         | Brüx, Niedergeorgenthal, Katharinaberg, Postelberg | 6705  | DRP           | DRP         |
| 85  | Stadtwahlkreis         | Oberleutensdorf, Bruch, Neuossegg, Görkau, Seestadtl, Eidlitz | 8445  | DRP           | DRP         |
| 86  | Stadtwahlkreis         | Komotau, Oberdorf, Preßnitz, Weipert, Sebastiansberg | 8901  | DRP           | DRP         |
| 87  | Stadtwahlkreis         | Saaz, Kaaden, Podersam, Duppau | 6207  | DFP           | DFP         |
| 88  | Stadtwahlkreis         | Karlsbad | 3496  | DRP           | DRP         |
| 89  | Stadtwahlkreis         | Sankt Joachimsthal, Graslitz, Platten, Neudeck | 5995  | SDAP          | SDAP        |
| 90  | Stadtwahlkreis         | Falkenau, Königsberg, Elbogen, Wildstein, Schönbach, Fleissen | 5560  | DRP           | DRP         |
| 91  | Stadtwahlkreis         | Eger, Franzensbad, Haslau | 5303  | ADV           | ADV         |
| 92  | Stadtwahlkreis         | Marienbad, Plan, Tachau, Petschau, Schlaggenwald, Schönfeld, Königswart, Untersandau, Tepl Stadt | 6740  | DFP           | DFP         |
| 93  | Stadtwahlkreis         | Mies, Kladrau, Haid, Bischofteinitz, Weseritz, Dobrzan, Staab, Tuschkau, Hartmanitz, Bergreichenstein, Neuern | 5220  | DRP           | DRP         |
| 94  | Stadtwahlkreis         | Krumau, Kaplitz, Gratzen, Winterberg, Prachatitz, Wallern, Neubistritz, Hohenfurth, Rosenberg | 6750  | DFP           | DRP         |
| 95  | Stadtwahlkreis         | Trautenau, Braunau, Grulich, Landskron | 7205  | DRP           | DRP         |
| 96  | Stadtwahlkreis         | Hohenelbe, Oberlangenau, Mittellangenau, Niederlangenau, Arnau, Schatzlar, Rochlitz an der Iser | 5499  | DVP           | DVP         |
| 97  | Landgemeindenwahlkreis | Gerichtsbezirk Asch ohne Haslau | 8436  | DRP           | SDAP        |
| 98  | Landgemeindenwahlkreis | Gerichtsbezirk Warnsdorf | 9603  | DFP           | DFP         |
| 99  | Landgemeindenwahlkreis | Gerichtsbezirk Rumburg sowie die Gemeinde Georgswalde (Gerichtsbezirk Schluckenau) | 9318  | SDAP          | CSP         |
| 100 | Landgemeindenwahlkreis | Gerichtsbezirke Schluckenau (ohne Georgswalde), Hainspach | 11452 | DVP           | DVP         |
| 101 | Landgemeindenwahlkreis | Gerichtsbezirk Friedland | 11979 | SDAP          | DRP         |
| 102 | Landgemeindenwahlkreis | Gerichtsbezirk Kratzenau sowie die Gemeinden Liebenau, Böhmisch Aicha | 8019  | SDAP          | SDAP        |
| 103 | Landgemeindenwahlkreis | Gerichtsbezirk Reichenberg | 13443 | SDAP          | SDAP        |
| 104 | Landgemeindenwahlkreis | Gerichtsbezirke Gablonz, Tannwald, Rochlitz sowie die Gemeinde Bösching | 12434 | SDAP          | DAP         |
| 105 | Landgemeindenwahlkreis | Gerichtsbezirke Deutsch Gabel, Zwickau, Niemes (ohne Zetten) sowie die Gemeinden Jesowai, Kleinbösig, Neudorf, Niedergruppai, Niederrokitai, Rosadl, Oberrokitai, Wiska (alle Gerichtsbezirk Weißwasser) | 10193 | DAP           | DAP         |
| 106 | Landgemeindenwahlkreis | Gerichtsbezirke Böhmisch Leipa, Haida, Dauba, Wegstädtl | 12789 | DAP           | DAP         |
| 107 | Landgemeindenwahlkreis | Gerichtsbezirke Leitmeritz (ohne Bauschowitz, Böhmisch Kopist, Brnian, Deutsch Kopist, Drabschitz, Hrdly, Keblitz, Podčapel), Auscha, Lobositz (ohne Chodolitz, Chrastian, Jetschan, Opolan, Schöppenthal, Semtsch, Starrey, trebnitz, Třiblitz, Tržemschitz, Wrbitschan) | 11589 | DAP           | DAP         |
| 108 | Landgemeindenwahlkreis | Gerichtsbezirke Tetschen, Bensen, Böhmisch Kamnitz | 18893 | SDAP          | SDAP        |
| 109 | Landgemeindenwahlkreis | Gerichtsbezirke Aussig, Karbitz | 13074 | SDAP          | DAP         |
| 110 | Landgemeindenwahlkreis | Gerichtsbezirk Teplitz | 14836 | SDAP          | SDAP        |
| 111 | Landgemeindenwahlkreis | Gerichtsbezirke Dux, Bilin, Oberleutensdorf, Katharinaberg sowie die Gemeinde Rannay (Gerichtsbezirk Laun) | 14029 | DAP           | DRP         |
| 112 | Landgemeindenwahlkreis | Gerichtsbezirke Brüx, Görkau, Postelberg (ohne Imling) | 10704 | DRP           | DRP         |
| 113 | Landgemeindenwahlkreis | Gerichtsbezirke Saaz, Komotau, Sebastiansberg sowie die Gemeinden Wetzlau, Swojetin (Gerichtsbezirk Rakonitz) | 8554  | DAP           | DAP         |
| 114 | Landgemeindenwahlkreis | Gerichtsbezirke Kaaden, Podersam, Duppau | 12298 | DAP           | ALV         |
| 115 | Landgemeindenwahlkreis | Gerichtsbezirk Karlsbad | 11767 | SDAP          | SDAP        |
| 116 | Landgemeindenwahlkreis | Gerichtsbezirke Sankt Joachimsthal, Platten, Neudeck, Preßnitz, Weipert | 11128 | SDAP          | SDAP        |
| 117 | Landgemeindenwahlkreis | Gerichtsbezirke Falkenau, Elbogen | 14042 | FS            | FS          |
| 118 | Landgemeindenwahlkreis | Gerichtsbezirke Eger, Wildstein, Graslitz | 11112 | SDAP          | DRA         |
| 119 | Landgemeindenwahlkreis | Gerichtsbezirke Marienbad, Königswart, Tepl, Petschau | 9576  | SA            | ADV         |
| 120 | Landgemeindenwahlkreis | Gerichtsbezirke Luditz, Buchau, Jechnitz sowie die Gemeinden Bernklau, Čisotin, Deutsch Doubrawitz, Hluboka, Hurkau, Kotantschen, Krasch, Lukowa, Mösing, Netschetin, Potok, Preitenstein, Rabenstein, Radschin, Ratka, Wilkischau, Wirschin, Wisocan, Zahradka, Zwolln (alle Gerichtsbezirk Manetin) | 11071 | ADV           | DAP         |
| 121 | Landgemeindenwahlkreis | Gerichtsbezirke Plan, Tachau, Pfraumberg | 11428 | DAP           | DAP         |
| 122 | Landgemeindenwahlkreis | Gerichtsbezirke Mies, Weseritz, Tuschkau, Dobrzan, Staab sowie die Gemeinden Littitz (Gerichtsbezirk Pilsen), Autschowa (Gerichtsbezirk Bischofteinitz) | 13768 | DAP           | DAP         |
| 123 | Landgemeindenwahlkreis | Gerichtsbezirke Hostau, Ronsperg und Neuern sowie die Gemeinden Blisowa, Czarlowitz, Dobrowa, Großmallowa, Hochsemlowitz, Horschau, Krakau, Maschowitz, Meßhals, Mirikau, Mogolzen, Mukowa, Nahoschitz, Nemlowitz, Obermedelzen, Pirk, Potzowitz, Raschnitz, Semeschitz, Trebnitz, Wassertrompeten, Webrowa, Weirowa, Worowitz, Wostirschen, Zetschowitz (Gerichtsbezirk Bischofteinitz), Haselbach, Prennet, Tannawa, Vollmau und Wasserpuppen (Gerichtsbezirk Taus), Braunbusch, Donau, Hirschau, Kaltenbrunn, Maxberg, Neumarkt, Schneiderhof und Viertl (Gerichtsbezirk Neugedein) sowie Gesen und Birkau (Gerichtsbezirk Klattau)                                             | 11604 | DAP           | DAP         |
| 124 | Landgemeindenwahlkreis | Gerichtsbezirke Hartmanitz, Wallern und Kalsching (ohne Berlau und Neudorf) sowie die Gemeinden Außergefild, Buchwald, Fürstenhut, Gansau, Kaltenbach, Klösterle, Korkushütten, Kuschwarda, Landstraßen, Neugebäu, Obermoldau und Rabitz (Gerichtsbezirk Bergreichenstein), Brenntenberg, Christelschlag, Chrobold, Frauenthal, Oberhaid, Obersablat, Oberschlag, Pfefferschlag, Repeschin, Rohn, Sablat, Schreinetschlag, Wolletschlag und Zaborz (Gerichtsbezirk Prachatitz), Albrechtsried, Langendorf und Swina (Gerichtsbezirk Schüttenhofen), Bowitz, Kollowitz und Obergroschum (Gerichtsbezirk Netolitz) sowie die Gemeinden Roschowitz und Sabor (Gerichtsbezirk Budweis) | 11856 | DAP           | DAP         |
| 125 | Landgemeindenwahlkreis | Gerichtsbezirke Oberplan und Hohenfurth sowie die Gemeinden Großdrossen, Höritz, Hoschlowitz, Kirchschlag, Kladen, Lobiesching, Maltschitz, Lagau, Pohlen, Priethal, Sahorsch, Schöbersdorf, Teutschmannsdorf, Tritesch, Tweras, Wettern, Zippendorf (Gerichtsbezirk Krumau), der Gerichtsbezirk Kaplitz ohne die Ortsgemeinden Dluhe, Großporeschin, Oemau und aus dem Gerichtsbezirk Budweis die Ortsgemeinden Böhmisch Fellern, Brod, Dubiken, Gauendorf, Hackelhöf, Hodowitz, Hummeln, Leitnowitz, Gutwasser, Ruden, Rudolfstadt, Strodenitz | 13832 | DAP           | DAP         |
| 126 | Landgemeindenwahlkreis | Gerichtsbezirke Neubistritz, Stecken, Gratzen (ohne Julienhain) sowie die Gemeinden Frauenthal, Friedenau, Hochtann, Ilemnik, Langendorf, Pattersdorf (Gerichtsbezirk Deutschbrod), Blauenschlag, Brunn, Buchen, Deutschmoliken, Diebling, Gatterschlag, Großrammerschlag, Heinrichschlag, Hosterschlag, Kleinradeinles, Kleinrammerschlag, Köpferschlag, Motten, Muttaschlag, Niederbaumgarten, Niedermühl, Oberbaumgarten, Obermühl, Ottenschlag, Riedweis, Riegerschlag, Ruttenschlag, Tieberschlag, Ulrichschlag, Wenkerschlag (Gerichtsbezirk Neuhaus) sowie Haid und Neudorf (Gerichtsbezirk Schweinitz)                                                                     | 11083 | DAP           | DAP         |
| 127 | Landgemeindenwahlkreis | Gerichtsbezirke Grulich, Landskron (ohne Böhmisch Rothwasser, Herobitz, Koburg, Nepomuk, Niederhermanitz, Oberhermanitz, Petersdorf, Waltersdorf, Weißersdorf) sowie die Gemeinden Abtsdorf, Blumenau, Dittersdorf, Hopfendorf, Jansdorf, Karlsbrunn, Ketzelsdorf, Lauterbach, Nikl, Schirmdorf, Strokele, Überdörfel (Gerichtsbezirk Leitomischl), Böhmisch Rothmühl, Böhmisch Wiesen, Bohnau, Deutsch Bielau, Dittersbach, Laubendorf, Neubiela, Riefersdorf, Schönbrunn (Gerichtsbezirk Polička) sowie Dreihöf, Hertersdorf, Hilbetten, Knappendorf, Mittellichwe, Niederlichwe, Oberlichwe, Seibersdorf und Tschernowier (Gerichtsbezirk Wildenschwert)                        | 12088 | DAP           | DAP         |
| 128 | Landgemeindenwahlkreis | Gerichtsbezirke Braunau, Wekelsdorf, Rokitnitz sowie die Gemeinden Deschney, Gießhübel, Plaßnitz, Polom, Sattel und Trtschkadorf (Gerichtsbezirk Neustadt an der Mettau) und Lom (Gerichtsbezirk Opočno) | 12688 | DAP           | DAP         |
| 129 | Landgemeindenwahlkreis | Gerichtsbezirke Trautenau, Marschendorf und Schatzlar | 10339 | DRP           | DRP         |
| 130 | Landgemeindenwahlkreis | Gerichtsbezirke Hohenelbe, Arnau, Königinhof an der Elbe (ohne Duabrawitz, Lipnitz, Nowoles, Weißtremeschna, Werdek) sowie die Gemeinden Grabschütz, Hermanitz, Kleinbock, Littisch, Prode, Salnai, Schlotten und Westetz (Gerichtsbezirk Jaroměř), die Gemeinden Großborowitz, Stikau, Stupna und Widach (Gerichtsbezirk Neupaka) sowie die Gemeinde Huttendorf (Gerichtsbezirk Starkenbach) | 11464 | DAP           | DAP         |